# Heterolocha laminaria
Heterolocha laminaria là một loài bướm đêm trong họ Geometridae.